# Ashikaga Yoshiaki
Ashikaga Yoshiaki (足利 義昭) (5 décembre 1537 - 9 octobre 1597) est le quinzième et dernier des shoguns Ashikaga de la fin de la période Muromachi de l'histoire du Japon. Yoshiaki est le troisième fils du douzième shogun Yoshiharu Ashikaga et règne de 1568 à 1573. Avant cela, il est religieux à Nara, sous le nom de Kakukei ou Gakkei'.
L'absence d'une autorité centrale dans la capitale du Japon dure jusqu'à ce que les armées du seigneur de guerre Nobunaga Oda entrent dans Kyōto en 1568 et que celui-ci rétablisse le shogunat Muromachi en mettant en place Yoshiaki, qui est sous son contrôle, comme shogun, ce qui commence la période Azuchi Momoyama. Yoshihide Ashikaga, le quatorzième shogun, est déposé avant même d'avoir pu pénétrer dans la capitale. Cependant, malgré la remise en place d'une autorité centrale à Kyōto et la tentative de Nobunaga pour unifier le pays, la lutte entre les daimyō dure jusqu'à ce que l'unification soit totale, et la paix finale n'est établie que longtemps après son assassinat en 1582.
Hideyoshi Toyotomi, le général qui unira plus tard le Japon, voulait que Yoshiaki Ashikaga fit de lui son fils adoptif, mais celui-ci refuse.
Le shogunat Ashikaga est détruit en 1573 quand Nobunaga Oda jette Yoshiaki hors de Kyōto, après avoir éventé le complot entre Yoshiaki, qui avait peur de Nobunaga, et les clans Mōri, Asakura et Takeda ainsi que les religieux du Hongan-ji. Plus tard, il s'installe à Ōsaka sous la protection d'Hideyoshi et retourne à la vie religieuse, sous le nom de Shōzan.
- Notices d'autorité :   - VIAF
  - ISNI
  - IdRef
  - LCCN
  - GND
  - Japon
  - Israël
  - WorldCat